# Менемени
Менеме́ни (греч. Μενεμένη)  — город в Греции, северный пригород Салоник. Расположен на высоте 18 метров над уровнем моря, в 4 километрах к северо-западу от центра Салоник и в 16 километрах к северо-западу от международного аэропорта «Македония». Входит в общину (дим) Амбелокипи-Менемени в периферийной единице Салониках в периферии Центральной Македонии. Население 14 746 жителей по переписи 2011 года. Площадь 7,989 квадратного километра.

## История
В Менемени на улице Монастириу в районе Дендропотамос (Δενδροπόταμος) находится военное кладбище, на котором похоронены солдаты из Британской Индии, погибшие в Первой мировой войне в составе Салоникской армии, армии Чёрного моря и Королевского флота. На кладбище 105 индивидуальных могил, памятник, на котором высечены имена 162 индийца, место захоронений которых неизвестно, и памятник, на котором высечены имена 220 кремированных индийцев. Кладбище создано в 3 километрах к северо-западу от союзнического военного кладбища Зейтенлик, в тот период территория принадлежала селу Харманкьой (ныне Элефтерио-Корделио). Архитектор — Роберт Лоример.
Неа-Менемени основан в 1922 году беженцами из Менёмена в Малой Азии после малоазийской катастрофы и греко-турецкого обмена населением. Беженцев было около 160 семей, все — крестьяне. В 1926 году создано сообщество Харманкьой, к которому относился Неа-Менемени. В 1924 году основан приход Святой Параскевы, в 1928 году построена церковь Айия-Параскеви, трёхнефная базилика с куполом. В 1929 году сообщество Харманкьой упразднено, в 1929—1934 годах Неа-Менемени относился к общине (диму) Салоникам. По закону от 19 января 1934 года создано сообщество Менемени (Μαινεμένη) при слиянии Нео-Харманкьой, Нео-Воспорос (Νέο Βοσπόρος) и Неа-Менемени. В 1937 году построена начальная школа.
В начале 1950-х годов создан район Дендропотамос на месте виноградников. В 1950-е годы появился район Айос-Нектариос (Άγιος Νεκτάριος). В 1947—1948 годах в Менемени переселяются понтийцы из Северной Греции.
В 1952 году в Менемени построена электрическая сеть, в 1958 году — телефонная сеть общего пользования, в 1965 году — водопровод.
В 1982 году сообщество Неа-Менемени признано общиной (димом) Менемени (Μενεμένη).

## Население
| Год  | Население, человек |
| ---- | ------------------ |
| 1991 | 13 312             |
| 2001 | 15 133             |
| 2011 | ↘ 14 746           |